# Клокишнер, София Израилевна
София Израилевна Клокишнер (англ. Sophia I. Klokishner, рум. Sofia Clochișner; род. 12 января 1949, Кишинёв, Молдавская ССР) — молдавский и советский физик-теоретик, доктор физико-математических наук (1994), профессор.

## Биография
Родилась в Кишинёве, в семье Израиля Абрамовича Клокишнера (1912—1987) и Браны Гершевны Клокишнер (1912—1992). Окончила с золотой медалью среднюю школу (1966) и с отличием физико-математический факультет Кишинёвского государственного университета (1971). Диссертацию кандидата физико-математических наук по теме «Эффекты электрон-фононного взаимодействия в спектрах примесных центров и экситонов малого радиуса» защитила в 1978 году под руководством Ю. Е. Перлина и Б. С. Цукерблата. Диссертацию доктора физико-математических наук по теме «Кооперативные явления в молекулярных кристаллах смешанной валентности и активированных средах» защитила в 1994 году.
Была заведующей лабораторией тройных и многокомпонентных соединений, а затем — главным научным сотрудником и заведующей лабораторией физики полупроводниковых соединений Института прикладной физики Академии наук Молдавии. С 1997 по 2004 занимала должность профессора кафедры теоретической физики Молдавского государственного университета.
Основные научные интересы — молекулярный магнетизм и магнитные материалы на молекулярной основе; обменные взаимодействия, двойной обмен и смешанная валентность в кластерах металлов; физика нанообъектов, одномолекулярные и одноцепочечные магниты как элементы хранения информации; кооперативные явления в молекулярных магнитах; спектроскопия комплексов переходных металлов в катализаторах и примесных центров в активированных кристаллах, моделирование катализаторов с помощью теории функционала плотности.
Является автором более 300 научных работ, в том числе 7 обзоров и 141 статьи в реферируемых международных научных журналах.

## Публикации
- Е. Д. Глыбач, А. К. Каразану, Л. А. Колей, С. И. Клокишнер. Вопросы люминесценции в изданиях учёных Кишинёвского университета. Кишинёв: КГУ, 1976. — 25 с.